# Esperando o Sucesso
Esperando o Sucesso é um óleo sobre tela da autoria do pintor português Henrique Pousão. Pintado em 1882 e mede 131,5 cm de altura e 83,5 cm cm de largura.
A pintura pertence ao Museu Nacional de Soares dos Reis de Porto.